# フェノバリン
フェノバリン（英:phenovalin）とは瀉下薬の1つ。フェノールフタレイン誘導体。腸粘膜を刺激して反射性に排便を促進する。常習便秘に使用される。サルとブタで瀉下作用があるが、その他の動物では効果が無い。